# Skrova
Skrova är en ögrupp i Vestfjorden, cirka åtta kilometer sydöst om staden Svolvær i Vågans kommun i Nordland fylke i norra Norge. Ögruppen har en total yta på 3,83 kvadratkilometer med Skrova (Storskrova), Heimskrova och Nautøya som de största öarna. Den högsta punkten på öarna är fjället Høgskrova på ön Storskrova, som har en höjd av 259 meter över havet.

## Fiskeläget Skrova
Fiskeläget Skrova ligger på nordvästra sidan av ögruppen, koncentrerat kring sundet Skrovkeila, och har 204 invånare (2021) som huvudsakligen bor på ön Heimskrova. I fiskeläget bor nästan alla ögruppens invånare, resten av ögruppen är praktiskt taget obebodd. Orten har tidigare räknats som en tätort, men sedan 2009 uppfyller den inte längre kriterierna.
Ön Storskrova samt fyra andra holmar är anslutna till ön Heimskrova med vågbrytare och broar. Fiskeläget är känt för sin koppling till Lofotenfiske och valfångst. Lofotens fiskfestival arrangeras här varje år.
I Skrova fiskeläge finns grund- och gymnasieskola, boende och livsmedelsbutik. På Saltværøya ligger Skrova fyr som byggdes 1922. Fiskeläget fick privilegierade handelsrätter 1760 och var länge det största i Lofoten. Det finns till största delen på ön Heimskrova, men omfattar även delar av fem andra öar, inklusive den nordvästra delen av den större ön Storskrova. Skrova anlöps av Nordlandsekspressen på sträckan mellan Svolvær och Bodø, utöver dagliga avgångar med bilfärja till Svolvær och Skutvik (i Hamarøy kommun på fastlandet).

## Näringsverksamhet
Huvudnäringen i Skrova är fiske, fiskodling och valfångst. Skrova är en av de största valfångststationerna i Norge och tar in ungefär hälften av valfångsten i Norge varje år. Skrovas storhetstid var på 1970- och 1980-talen, då fiske och valfångst blomstrade. Sedan år 2000 finns det nu bara fiskefabriken Ellingsen's.

## Bilder

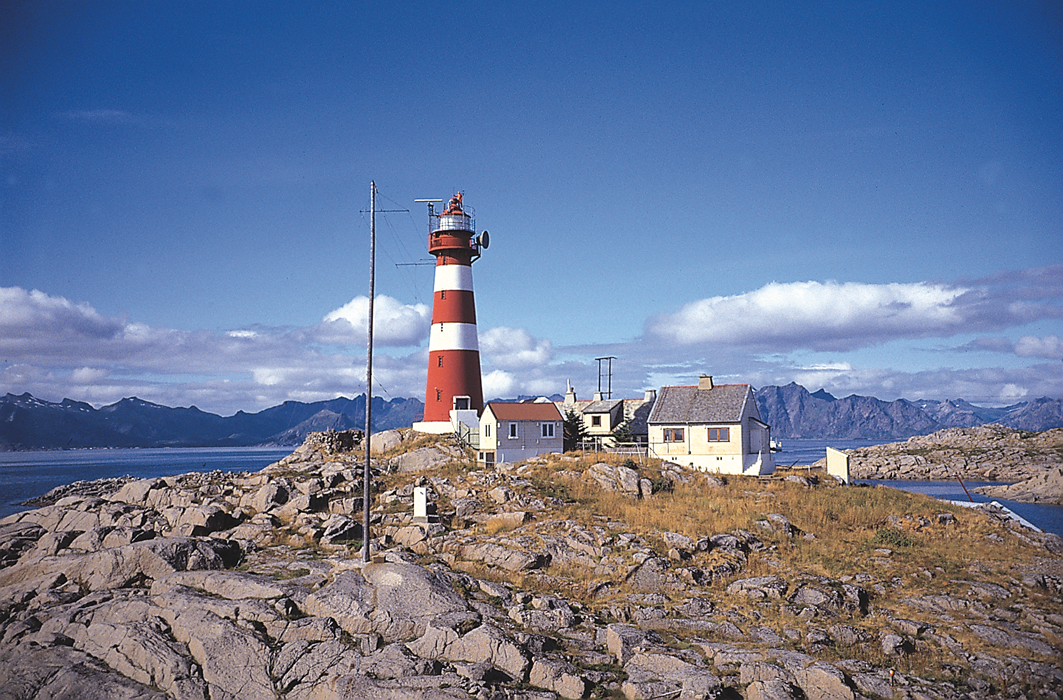
Skrova fyr.
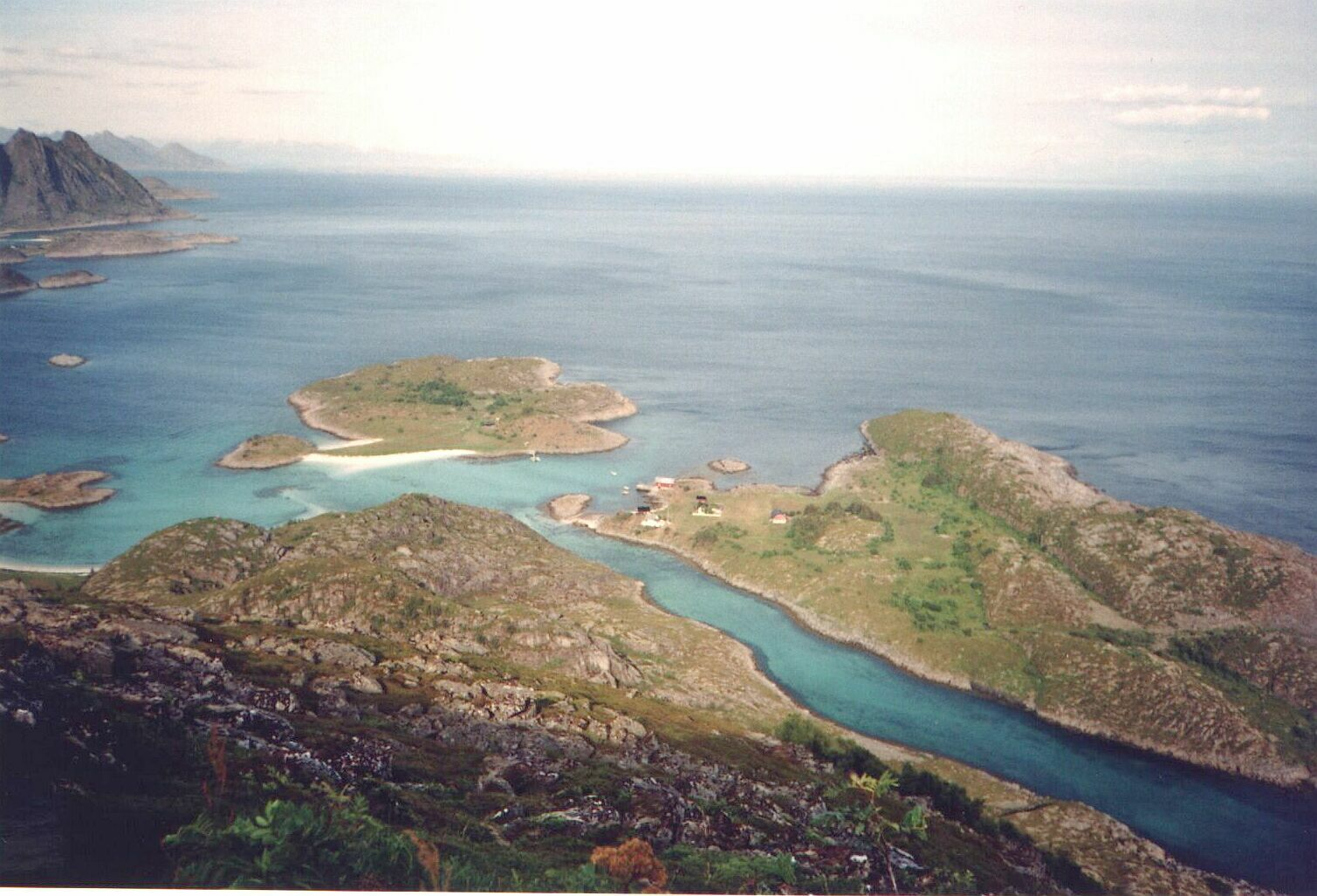
Utsikt från fjället Høgskrova på ön Skrova (Storskrova).